# Unione Calcio Sampdoria 1948-1949
Questa voce raccoglie le informazioni riguardanti l'Unione Calcio Sampdoria nelle competizioni ufficiali della stagione 1948-1949.

## Stagione
La Sampdoria nel 1948-1949 ha preso parte al campionato di Serie A per il terzo anno consecutivo dalla sua fondazione, piazzandosi al quinto posto con 41 punti, gli stessi del Bologna.

## Divise
| Casa |

## Organigramma societario
Area direttiva
- Presidente: Aldo Parodi

Area tecnica
- Allenatore: Adolfo Baloncieri

## Rosa
| N. |                   | Ruolo | Calciatore          |
| -- | ----------------- | ----- | ------------------- |
|    | Italia (bandiera) | P     | Pietro Bonetti      |
|    | Italia (bandiera) | P     | Satiro Lusetti      |
|    | Italia (bandiera) | D     | Giovanni Ballico    |
|    | Italia (bandiera) | D     | Antonio Gasperi     |
|    | Italia (bandiera) | D     | Cosimo La Penna     |
|    | Italia (bandiera) | D     | Italo Murta         |
|    | Italia (bandiera) | D     | Oscarre Vicich      |
|    | Italia (bandiera) | D     | Luigi Zorzi         |
|    | Italia (bandiera) | C     | Luigi Bertani       |
|    | Italia (bandiera) | C     | Fernando Bertolotti |
|    | Italia (bandiera) | C     | Elio Bertoni        |
|    | Italia (bandiera) | C     | Mario Corti         |
|    | Italia (bandiera) | C     | Aristide Coscia     |

| N. |                      | Ruolo | Calciatore          |
| -- | -------------------- | ----- | ------------------- |
|    | Argentina (bandiera) | C     | José Curti          |
|    | Italia (bandiera)    | C     | Bruno Gramaglia     |
|    | Italia (bandiera)    | A     | Giuseppe Baldini    |
|    | Italia (bandiera)    | A     | Adriano Bassetto    |
|    | Italia (bandiera)    | A     | Renato Gei          |
|    | Italia (bandiera)    | A     | Manlio Guasco       |
|    | Argentina (bandiera) | A     | Juan Carlos Lorenzo |
|    | Italia (bandiera)    | A     | Arnaldo Lucentini   |
|    | Italia (bandiera)    | A     | Basilio Parodi      |
|    | Italia (bandiera)    | A     | Mario Pieri         |
|    | Italia (bandiera)    | A     | Leto Prunecchi      |
|    | Italia (bandiera)    | A     | Italo Rebuzzi       |
|    | Italia (bandiera)    | A     | Bruno Susmel        |

## Risultati

### Serie A

#### Girone di andata
| Arbitro: | Canavesio (Torino) |

|                                 |           |                    |
| Nyers 39’, 55’, 77’ Lorenzi 70’ | Marcatori | 28’, 42’ Lucentini |

| Arbitro: | Tassini (Verona) |

|                           |           |              |
| Baldini 30’ Prunecchi 63’ | Marcatori | 73’ Giorgino |

| Arbitro: | Gamba (Pozzuoli) |

|              |           |  |
| Sperotto 67’ | Marcatori |  |

| Arbitro: | Guarda (Venezia) |

|                                           |           |                                      |
| Bassetto 16’, 49’ (rig.), 85’ Bertani 25’ | Marcatori | 4’, 37’, 39’ Antoniotti 56’ Candiani |

| Arbitro: | Galeati (Bologna) |

|                                                      |           |               |
| Curti 5’, 63’ Baldini 17’ Bassetto 58’ Prunecchi 59’ | Marcatori | 37’ Corradini |

| Arbitro: | Bertolio (Torino) |

|                        |           |              |
| Romani 60’ Pernigo 71’ | Marcatori | 24’ Bassetto |

| Arbitro: | Gemini (Roma) |

|                    |           |  |
| Gei 2’ Baldini 73’ | Marcatori |  |

| Arbitro: | Savio (Torino) |

|                               |           |                                |
| Pombia 75’ Bertani 84’ (aut.) | Marcatori | 9’ Gei 35’ Rebuzzi 57’ Baldini |

| Arbitro: | Bertolio (Torino) |

|             |           |              |
| Rebuzzi 10’ | Marcatori | 89’ Tosolini |

| Arbitro: | Bellè (Venezia) |

|                                    |           |                                             |
| Tontodonati 75’ (rig.) Pesaola 82’ | Marcatori | 6’ Rebuzzi 25’, 45’ (rig.) Bassetto 70’ Gei |

| Arbitro: | Cicardi (Lecco) |

|              |           |            |
| Vycpálek 54’ | Marcatori | 87’ Coscia |

| Genova 28 novembre 1948 12ª giornata | Sampdoria        | 0 – 0 | Padova | Stadio Luigi Ferraris\| Arbitro: \| Carpani (Milano) \| |
| Arbitro:                             | Carpani (Milano) |       |        |                                                         |

| Arbitro: | Agnolin (Bassano del Grappa) |

|                                                   |           |  |
| Bassetto 13’, 34’ Baldini 58’ Gei 60’ Rebuzzi 72’ | Marcatori |  |

| Arbitro: | Gamba (Pozzuoli) |

|                |           |                                                     |
| Korostelev 53’ | Marcatori | 29’ Curti 47’, 81’ Bassetto 54’ Baldini 78’ Rebuzzi |

| Arbitro: | Gemini (Roma) |

|               |           |                          |
| Bernicchi 63’ | Marcatori | 35’ Baldini 52’ Bassetto |

| Arbitro: | Cicardi (Lecco) |

|                                  |           |  |
| Bassetto 21’ Baldini 44’ Gei 71’ | Marcatori |  |

| Arbitro: | Camiolo (Milano) |

|                         |           |  |
| Magrini 10’ D'Avino 82’ | Marcatori |  |

| Arbitro: | Bellè (Venezia) |

|                      |           |               |
| Mazzola 14’ Loik 35’ | Marcatori | 21’ Lucentini |

| Arbitro: | Cambi (Livorno) |

|                     |           |                 |
| Gei 7’ Bassetto 55’ | Marcatori | 22’ Carapellese |

#### Girone di ritorno
| Arbitro: | Gamba (Pozzuoli) |

|  |           |                                      |
|  | Marcatori | 62’, 82’ Amadei 79’ Nyers 88’ Armano |

| Arbitro: | Orlandini (Roma) |

|            |           |                     |
| Cavone 72’ | Marcatori | 17’ Baldini 31’ Gei |

| Arbitro: | Cicardi (Lecco) |

|                    |           |              |
| Gei 44’ Coscia 63’ | Marcatori | 69’ Acconcia |

| Arbitro: | Agnolin (Bassano del Grappa) |

|              |           |                                       |
| Candiani 22’ | Marcatori | 30’ Coscia 52’, 87’ Gei 74’ Lucentini |

| Genova 6 febbraio 1949 24ª giornata | Genoa         | 0 – 0 | Sampdoria | Stadio Luigi Ferraris\| Arbitro: \| Gemini (Roma) \| |
| Arbitro:                            | Gemini (Roma) |       |           |                                                      |

| Arbitro: | Cambi (Livorno) |

|                    |           |                |
| Baldini 33’ (rig.) | Marcatori | 55’ Sentimenti |

| Arbitro: | Bernardi (Bologna) |

|                                                   |           |         |
| Boniperti 4’, 47’ Muccinelli 16’, 88’ Caprile 76’ | Marcatori | 77’ Gei |

| Arbitro: | Pera (Firenze) |

|           |           |                             |
| Curti 83’ | Marcatori | 50’ Piola 55’, 78’ Castelli |

| Arbitro: | Massai (Pisa) |

|                           |           |              |
| Begni 18’, 79’ Ispiro 85’ | Marcatori | 9’ Prunecchi |

| Arbitro: | Corallo (Lecce) |

|                           |           |  |
| Prunecchi 15’ Baldini 77’ | Marcatori |  |

| Arbitro: | Cappucci (Roma) |

|                                |           |                          |
| Baldini 42’ Casuzzi 82’ (aut.) | Marcatori | 26’ Marzani 71’ Vycpálek |

| Arbitro: | Longagnani (Modena) |

|                |           |                                 |
| Checchetti 65’ | Marcatori | 70’ Baldini 72’ Rebuzzi 85’ Gei |

| Arbitro: | Poggipollini (Ferrara) |

|                                         |           |                   |
| Bertani 16’ (aut.) Conti 22’ Merlin 73’ | Marcatori | 2’ (rig.) Baldini |

| Arbitro: | Bertolio (Torino) |

|                                               |           |                            |
| Lorenzo 30’ Prunecchi 42’ Gei 48’ Rebuzzi 49’ | Marcatori | 61’ Miglioli 70’ Cominelli |

| Arbitro: | Savio (Torino) |

|           |           |               |
| Curti 17’ | Marcatori | 89’ Bernicchi |

| Arbitro: | Gemini (Roma) |

|               |           |  |
| Stradella 44’ | Marcatori |  |

| Arbitro: | Camiolo (Milano) |

|                        |           |                |
| Lorenzo 3’ Baldini 51’ | Marcatori | 28’, 30’ Nyers |

| Arbitro: | Carpani (Milano) |

|               |           |                                           |
| 7’, 21’ Pieri | Marcatori | Audisio 1’ Marchetto 16’ Lussu 56’ (rig.) |

| Arbitro: | Poggipollini (Ferrara) |

|                                |           |              |
| Santagostino 8’ Sloan 45’, 73’ | Marcatori | 10’, 51’ Gei |

## Statistiche

### Statistiche di squadra
| Competizione | Punti | In casa | In casa | In casa | In casa | In casa | In casa | In trasferta | In trasferta | In trasferta | In trasferta | In trasferta | In trasferta | Totale | Totale | Totale | Totale | Totale | Totale | DR  |
| Competizione | Punti | G       | V       | N       | P       | Gf      | Gs      | G            | V            | N            | P            | Gf           | Gs           | G      | V      | N      | P      | Gf     | Gs     | DR  |
| ------------ | ----- | ------- | ------- | ------- | ------- | ------- | ------- | ------------ | ------------ | ------------ | ------------ | ------------ | ------------ | ------ | ------ | ------ | ------ | ------ | ------ | --- |
| Serie A      | 41    | 19      | 9       | 7       | 3       | 41      | 27      | 19           | 7            | 2            | 10           | 33           | 36           | 38     | 16     | 9      | 13     | 74     | 63     | +11 |

### Statistiche dei giocatori
| Giocatore     | Serie A  | Serie A |
| Giocatore     | Presenze | Reti    |
| ------------- | -------- | ------- |
| G. Baldini    | 36       | 15      |
| G. Ballico    | 35       | 1       |
| R. Gei        | 35       | 15      |
| L. Bertani    | 35       | 1       |
| A. Coscia     | 34       | 3       |
| B. Gramaglia  | 31       | 0       |
| L. Zorzi      | 29       | 0       |
| I. Rebuzzi    | 28       | 7       |
| P. Bonetti    | 27       | -46     |
| L. Prunecchi  | 26       | 5       |
| A. Bassetto   | 23       | 14      |
| J. Curti      | 16       | 5       |
| C. La Penna   | 15       | 0       |
| A. Lucentini  | 13       | 4       |
| S. Lusetti    | 10       | -14     |
| J. C. Lorenzo | 8        | 2       |
| E. Bertoni    | 3        | 0       |
| O. Vicich     | 3        | 0       |
| G. Barsanti   | 1        | 0       |
| F. Bertolotti | 1        | 0       |
| M. Corti      | 1        | 0       |
| A. Gasperi    | 1        | 0       |
| M. Guasco     | 1        | 0       |
| I. Murta      | 1        | 0       |
| G. Paravagna  | 1        | 0       |
| L. Parodi     | 1        | 0       |
| G. Pegan      | 1        | -3      |
| M. Pieri      | 1        | 2       |
| B. Susmel     | 1        | 0       |